# Tateyama (Toyama)
Tateyama (jap. 立山町 Tateyama-machi) – miasto w Japonii, na wyspie Honsiu, w prefekturze Toyama. Według danych na rok 2020 miejscowość zamieszkiwało 24 792 mieszkańców , a gęstość zaludnienia wyniosła 80,7 os./km².